# كين بيكر
كين بيكر (بالإنجليزية: Ken Baker)‏ هو صحفي أمريكي، ولد في 18 أبريل 1970.

## وصلات خارجية
- كين بيكر على موقع EliteProspects.com (الإنجليزية)
- كين بيكر على موقع HockeyDB.com (الإنجليزية)
- كين بيكر على موقع IMDb (الإنجليزية)